# Ferme du Castillon
La ferme du Castillon (ou ferme Rose ou ferme de Perbais) est une ancienne ferme brabançonne classée, réaménagée pour accueillir l'administration communale et le syndicat d'initiative de la commune belge de Chastre, en Brabant wallon.

## Localisation
Bien qu'on l'appelle parfois ferme de Perbais, la ferme ne se situe pas sur le territoire de Perbais, village de la commune de Walhain, mais sur celui de la commune de Chastre, à la confluence des rivières Orne et Perbais.

Elle se dresse au numéro 71 de l'avenue du Castillon, face au square de Lespignan et à la drève des Prisonniers de Guerre.

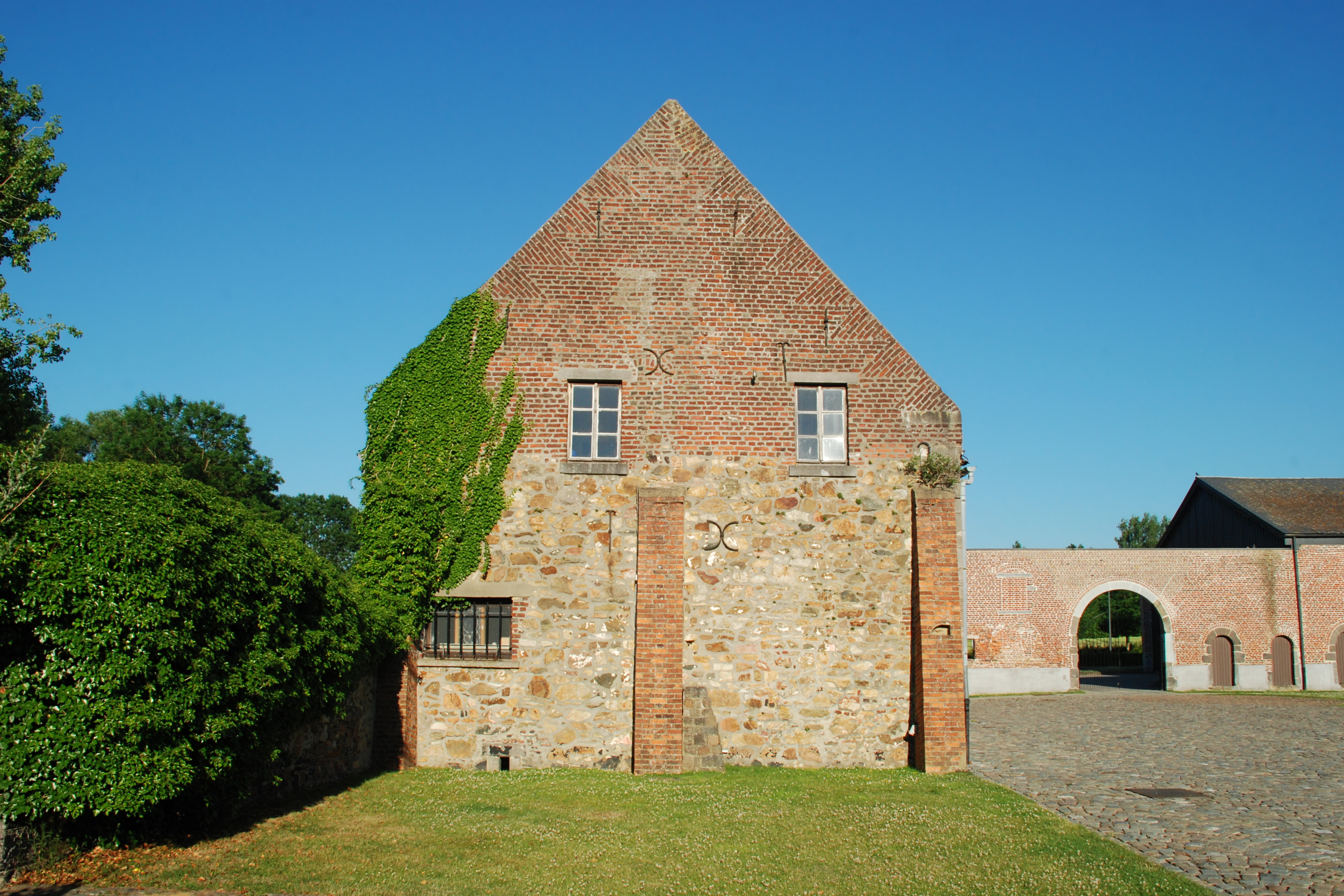
Façade latérale du corps de logis.

## Historique
La ferme fait l'objet d'un classement au titre des monuments historiques, comme monument et comme site, depuis le 26 juin 1981 sous la référence 25117-CLT-0001-01.
Elle est aujourd'hui le siège de l'administration communale.

## Architecture

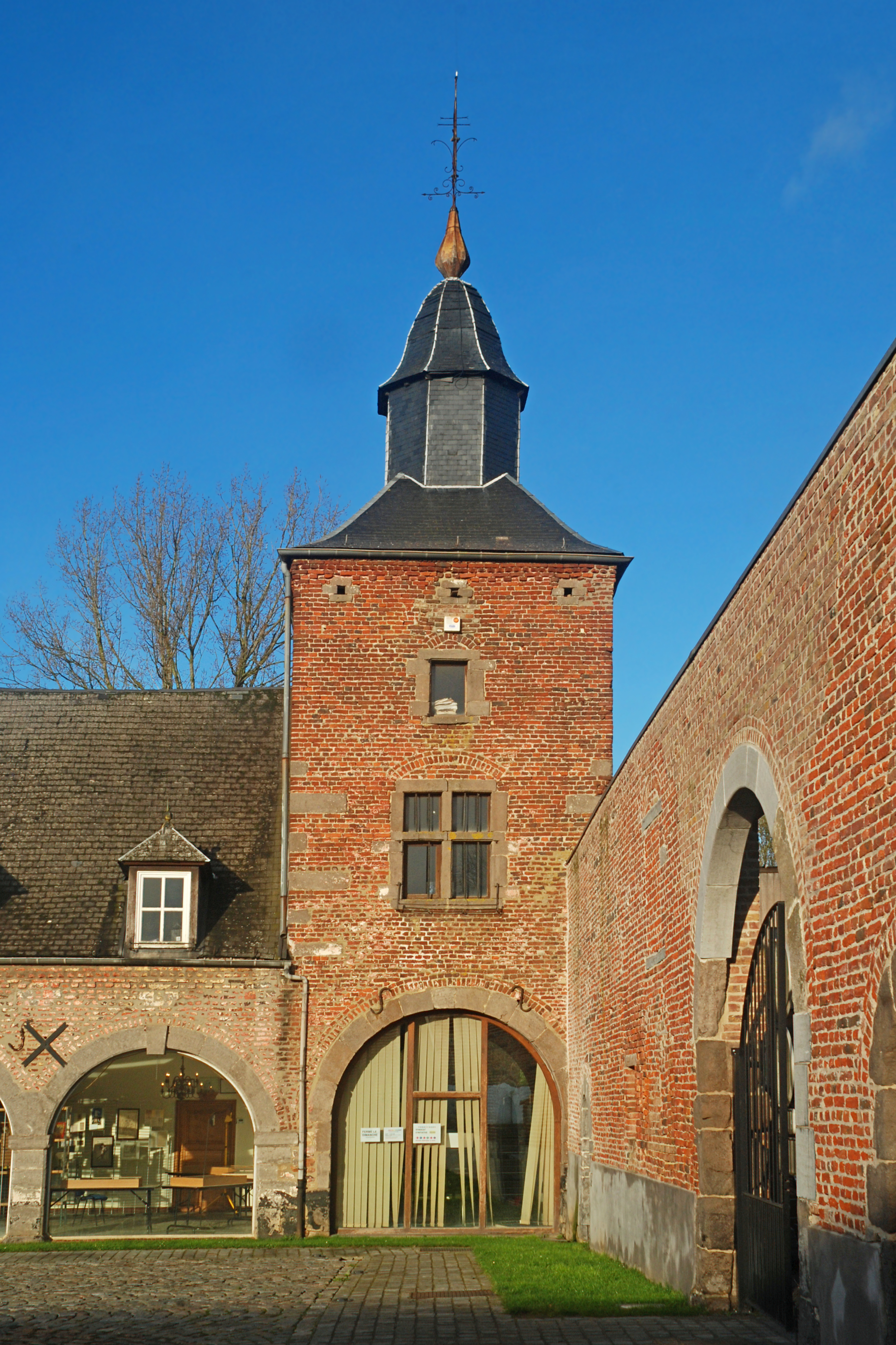
Tour.
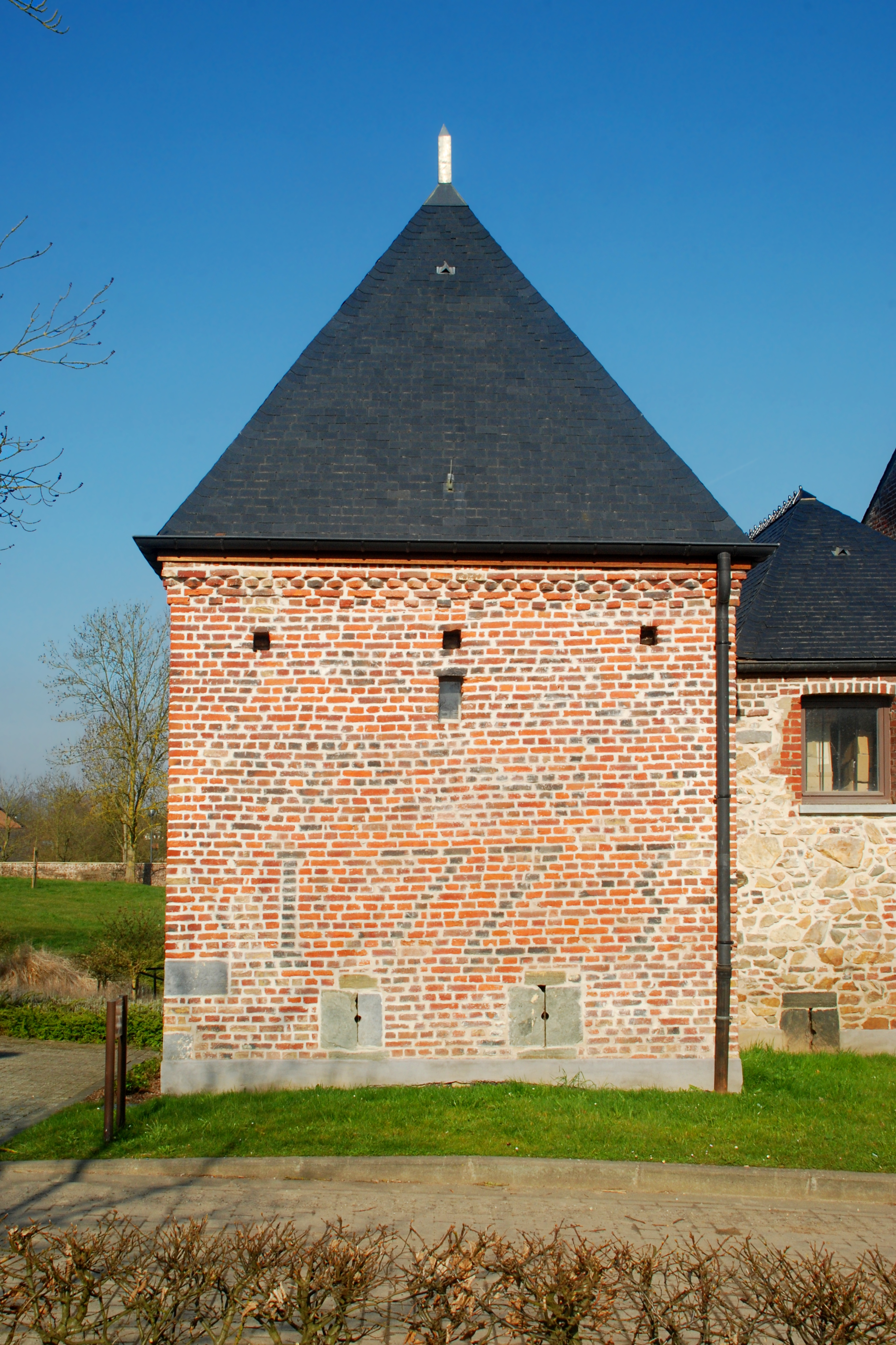
Tourelle sud-est.
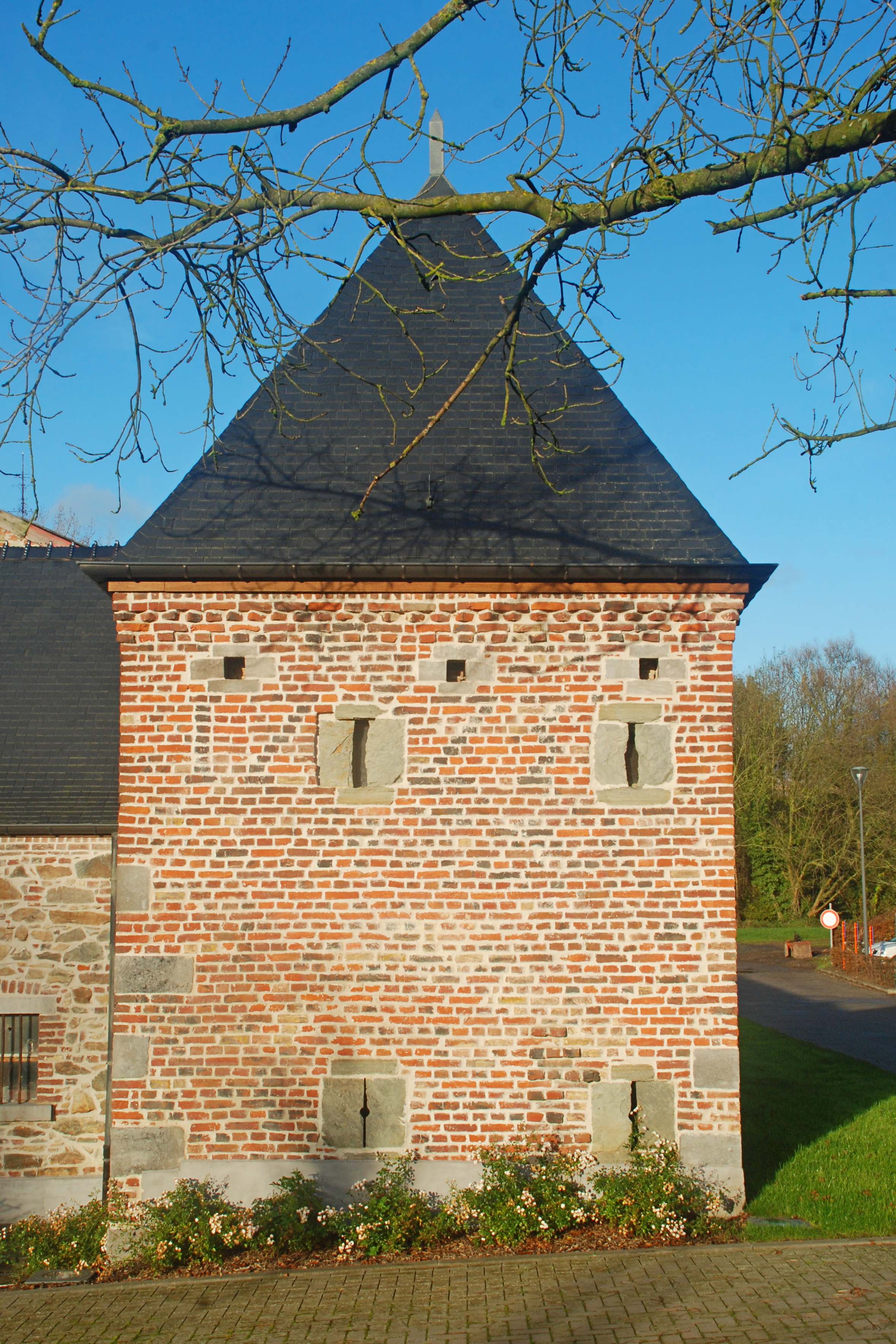
Tourelle sud-est.
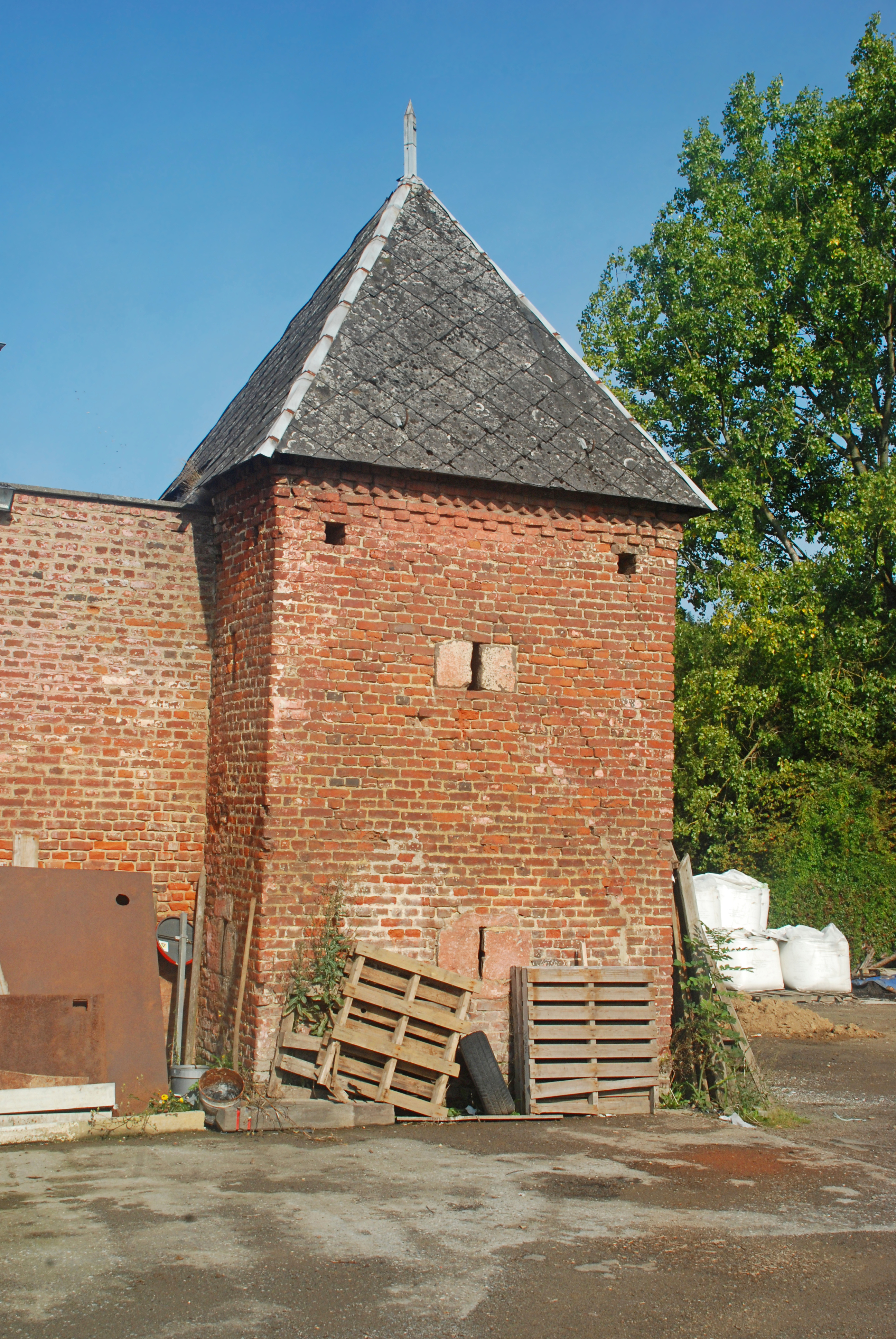
Tourelle nord-est.
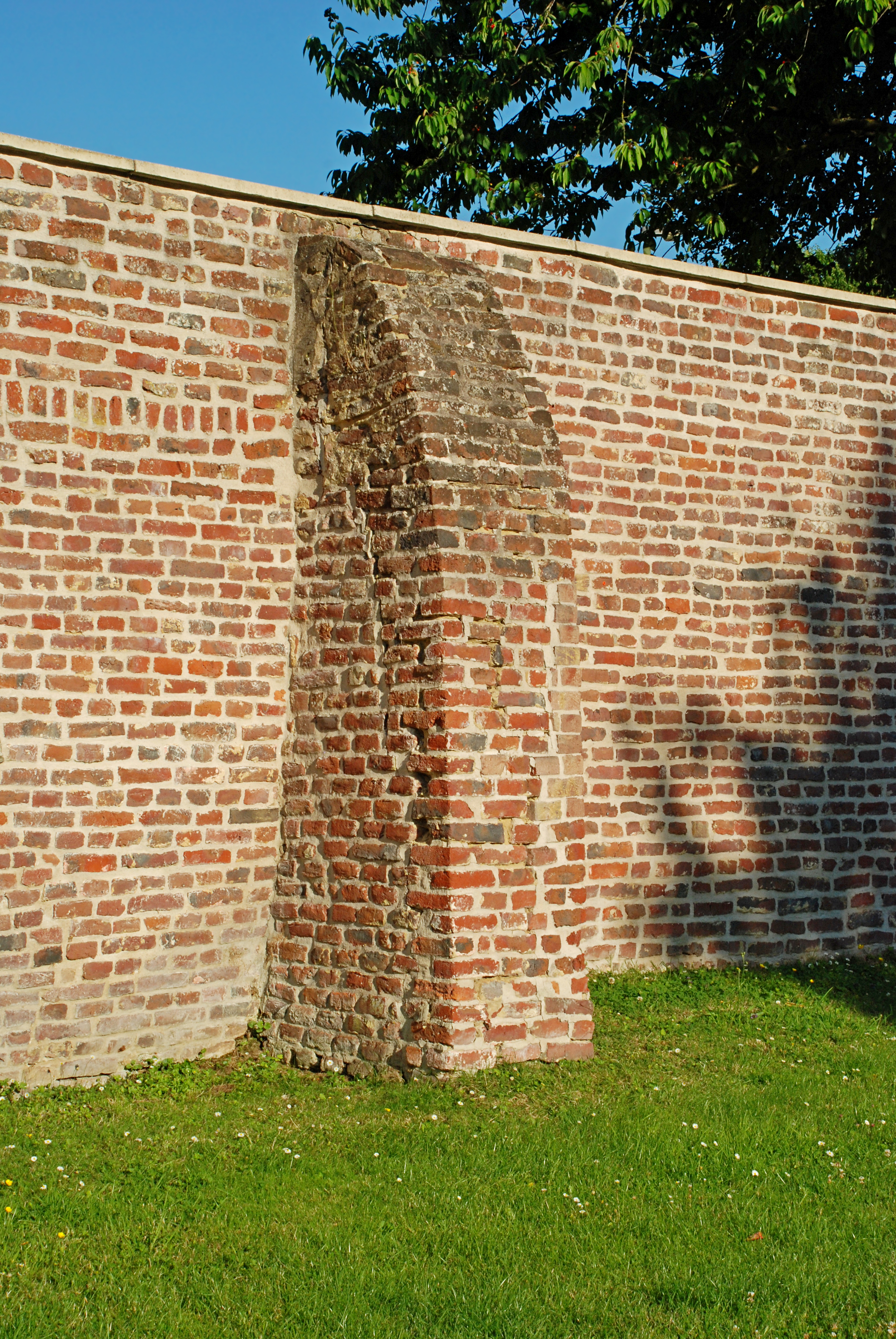
Contrefort.